# (37479) 1130 T-1
1130 T-1 (asteroide 37479) é um asteroide da cintura principal. Possui uma excentricidade de 0.27796390 e uma inclinação de 7.75412º.
Este asteroide foi descoberto no dia 25 de março de 1971 por Cornelis Johannes van Houten e Ingrid van Houten-Groeneveld e Tom Gehrels em Palomar.